# Jonathan Nolan
Jonathan Nolan (6 de junho de 1976) é um roteirista, produtor, diretor e autor britânico. Ele é o criador da série de ficção científica da CBS Person of Interest (2011–2016) e co-criador da série de ficção científica da HBO Westworld (2016–2022).
Nolan colaborou em vários filmes com seu irmão, o diretor Christopher Nolan, que adaptou o conto de Jonathan "Memento Mori" no filme de suspense neo-noir Memento (2000). Juntos, os irmãos co-escreveram o thriller de mistério The Prestige (2006), os filmes de super-heróis The Dark Knight (2008) e The Dark Knight Rises (2012), e o filme de ficção científica Interestelar (2014).
Nolan foi indicado ao Oscar de Melhor Roteiro Original por Memento (2000), e ao Primetime Emmy Award de Melhor Roteiro de Série Dramática e Melhor Direção de Série Dramática por Westworld, entre vários outros prêmios.

## Vida
Ele nasceu em Londres, Inglaterra, filho de pai inglês e mãe americana. Foi criado em Chicago, Illinois. Nolan cursou a Loyola Academy em Wilmette, se formando em 1994, e depois se formando na Universidade de Georgetown, em Washington, D.C., em 1999.

## Carreira
Em 2000, ele escreveu o conto "Memento Mori", sobre um homem com perda de memória recente, seu irmão depois adaptou o conto no filme Memento. Ambos foram indicados ao Oscar de Melhor Roteiro Original pelo filme.
Nolan descreve seu trabalho de sucesso com seu irmão Christopher dizendo: "Sempre suspeitei que tem algo a ver com o fato que ele é canhoto e eu destro, porque ele consegue olhar para as minhas ideias e virá-las ao contrário de um jeito um pouco mais interessante. É ótimo poder trabalhar com ele assim.
No dia 9 de fevereiro de 2010, foi revelado que Nolan estava trabalhando com seu irmão e David S. Goyer no roteiro do terceiro filme da série Batman, The Dark Knight Rises. Foi também revelado que ele trabalhou no roteiro do próximo filme de Superman, The Man of Steel.
Em 2011, Nolan criou a série de televisão Person of Interest para a CBS. Ela é produzida por J. J. Abrams e Bryan Burk através da Bad Robot Productions. A série estreou em 22 de setembro.

## Filmografia
- Memento (2001), história original
- The Prestige (2006), co-roteirista (com Christopher Nolan)
- The Dark Knight (2008), co-roteirista (com Christopher Nolan)
- The Dark Knight Rises (2012), co-roteirista (com Christopher Nolan)
- Man of Steel (2013), co-roteirista (com Davd S. Goyer e Kurt Johnstad)
- Interstellar (2014), roteirista
- Westworld (2016), co-Roteiro, direção e produção executiva.